# Måneregolit
Gennem milliarder af år har månens overflade været udsat for nedslag af både små og store himmellegemer. Disse har i tidens løb pulveriseret og "behandlet" dens materiale, så der er dannet et lag af finkornet, såkaldt måneregolit eller månejord. Lagets tykkelse varierer fra mellem 2 meter over de yngste maria til op mod 20 meter på højlandenes ældste overflader. Måneregolitten består overvejende af det materiale, som den pågældende region er rigt på, men kan også indeholde spor af udkastet stof fra fjerne nedslagskratere. Udtrykket "mega-regolit" benyttes ofte til at beskrive det stærkt opbrudte grundfjeld lige under overfladens regolitlag.
Regolitten indeholder klippestykker, fragmenter af mineraler fra det oprindelige grundfjeld samt glasagtige partikler, som er dannet under nedslagene. I de fleste forekomster af regolit udgør halvdelen af partiklerne mineraler, som er smeltet sammen af de glasagtige partikler. Den kemiske sammensætning af regolit skifter i forhold til, hvor den findes, idet den i højlandene er rig på aluminium og siliciumdioxid som klipperne i disse områder, mens den i mareområderne er rig på jern og magnesium men fattig på siliciumdioxid, som det også gælder de basaltiske klipper, den er dannet af.
Regolit på Månen er af stor betydning, fordi det også gemmer information om Solens historie. De atomer, som forekommer i solvinden – primært helium, neon, kulstof og kvælstof – rammer måneoverfladen og sætter sig fast i mineralkornene. Ved at analysere regolittens isotopiske sammensætning kan det fastslås, om solaktiviteten har ændret sig i tidens løb. Solvindens luftarter kunne få betydning for fremtidige månebaser, eftersom ilt, brint (vand), kul og kvælstof ikke kun er nødvendige for opretholdelse af liv, men også er potentielt nyttige til fremstilling af brændstof.